# تپه آجرپزی ۵
تپه آجرپزی ۵ مربوط به دوران فرادیرینه‌سنگی است و در شهرستان کرمانشاه، بخش مرکزی، دهستان دورود فرامان، ۱/۲ کیلومتری جنوب شرق روستای حصارسفید واقع شده و این اثر در تاریخ ۲۶ اسفند ۱۳۸۷ با شمارهٔ ثبت ۲۵۵۰۵ به‌عنوان یکی از آثار ملی ایران به ثبت رسیده است.